# Remission (Handel)
Remission (lateinisch remittere, „zurückschicken“) ist im Handel bzw. Vertriebswesen die Rückgabe von Waren (so genannten Remittenden) vom Händler an den Hersteller bzw. Verlag.

## Allgemeines
Das Remissionsrecht hat insbesondere die Funktion, im Einzelhandel eine breite Angebotspalette zu gewährleisten. Ohne Remissionsrecht würde der Einzelhandel wegen des dann von ihm zu tragenden Absatzrisikos nur noch die gängigsten Verlagsprodukte anbieten und auch diese in geringen Mengen, so dass Angebotslücken und Regallücken die Folge wären. „Das Remissionsrecht begrenzt das Risiko des Großhandels und des Einzelhandels auf die Handelsspanne […], während es das volle Absatzrisiko auf das Verlagsunternehmen verlagert“.

## Rechtsfragen
In Deutschland ist das Remissionsrecht für alle Bücher, Zeitungen und Zeitschriften gewahrt und deshalb als Handelsbrauch nach § 345 HGB anzusehen. Das Remissionsrecht ist ein Recht aller Handelsstufen, unverkauft gebliebene Presseerzeugnisse nach Ablauf der Angebotszeit gegen vollständige Erstattung des Einkaufspreises an den Verlag zurückzugeben. Die Remittenden werden in umgekehrter Lieferkette über den Einzelhandel und das Presse-Grosso an den Verlag zurückgegeben. Der Verlag trägt hierdurch das alleinige Absatz- und Lagerrisiko.

## Arten
Dabei wird zwischen einer körperlichen und einer körperlosen Remission unterschieden. Im ersten Fall wird die Ware an den Hersteller bzw. Verlag zurückgegeben und von diesem verrechnet bzw. gutgeschrieben, im zweiten Fall erfolgt keine Rückgabe (zum Beispiel bei Zeitungen/Zeitschriften, die wegen ihrer Tagesaktualität danach wertlos wären), sondern es erfolgt nur eine Verrechnung.
Im Verlagswesen unterscheidet man zwischen drei Arten des Nachweises einer erfolgten Remission:
- Vollremission (Ganzstückremission): Die Händler senden zum Nachweis das gesamte Printmedium zurück.
- Titelkopf-/Titelblattremission: Nur Titelblätter oder -köpfe werden von den Händlern an die Verlage weitergeleitet, das spart Porto- bzw. Frachtkosten; den Rest der Zeitung vernichten die Händler. Diese Remissionsart wird heutzutage kaum noch angewandt.
- Körperlose Remission: Die Zeitungen werden komplett entsorgt, und der Verlag erhält lediglich ein Warenflussprotokoll als Nachweis über die Anzahl an verkauften Exemplaren, nicht jedoch über die unverkauften Exemplare. Der Nachweis letzterer wird heutzutage über ein lückenloses elektronisches Erfassungssystem gewährleistet. Eine Variante der körperlosen Remission ist die Vertrauensremission, bei der der Verlag keine Möglichkeit zur Kontrolle der Angaben hat.

## Sonstiges
In einigen amerikanischen Büchern findet sich der Hinweis, dass sich der Leser an den Verlag wenden soll, wenn das Buch keinen Umschlag mehr besitzt – eine Maßnahme gegen den Missbrauch der Titelblattremission.